# Ik heb genoeg van jou
Ik heb genoeg van jou  (с нидерл. — «С меня хватит») — песня нидерландской нидербит-группы ZZ en de Maskers. Песня была написана певцом группы Бобом Баубером. Баубер принёс танго-подобную песню. Остальные участники группы посчитали, что песня не вписывается в формат популярной музыки того времени и песня была постепенно изменена до окончательного варианта. Песня прославилась не из-за того, что была на стороне-А сингла. Она была выпущена как би-сайд сингла «Shake hands», стороной-А которого был кавер немецкого шлягера «Shake hands». Тем не менее, би-сайд этого сингла, песня «Ik heb genoeg van jou» стала гораздо более известной в Нидерландах. Ян де Хонт позже сказал, что «хватило на 30 000 копий после релиза». Лион Сваб был продюсером и менеджером группы, но звукозаписывающая компания «Artone» никогда не давала данных, сколько записей было продано, включая копии за рубежом.
Запись песни была сделана в Bavohuis в Амстердаме. Лион Сваб был музыкальным продюсером, Люк Людолф — звукорежиссёром. В состав группы входили Боб Баубер (вокал), Ян де Хонт (гитара), Яап де Грот (ритм-гитара), Ханс де Хонт (бас-гитара), Алевейн Деккер (ударные) и Адор Оттинг (клавишные).

## Текст песни
Певец поёт об отношениях со своей возлюбленной. Она сказала ему много прекрасных слов, но он считает, что она никогда не была ему предана. Он ревнует её к «прекрасным друзьям» и считает, что когда он уйдет, она будет продолжать веселиться. Решение порвать с ней отношения даётся ему очень тяжело и он постоянно повторяет «С меня хватит. Я сыт тобой по горло», уговаривая себя не возвращаться к ней.

## Интересные факты
- В 1966 году, группа ZZ en de Maskers сыграла «Ik heb genoeg van jou» на церемонии вручения голландской музыкальной награды Edison[англ.].
- Песня с тем же названием есть в репертуаре нидерландского певца Дейтс, Франс[нидерл.][4], но он поет свою песню, не кавер ZZ en de Maskers[5]

## Хит-парады

### Nederlandse Top 40
«Ik heb genoeg van jou» в Nederlandse Top 40 с 02-01-1965
| Неделя  | 1  | 2  | 3  | 4  | 5  | 6  |
| ------- | -- | -- | -- | -- | -- | -- |
| Позиция | 32 | 20 | 29 | 31 | 30 | 34 |

### Radio 2 Top 2000
«Ik heb genoeg van jou» в ежегодных списках NPO Radio 2 Top 2000
| Год     | 99   | 00 | 01   | 02   | 02   | 04   | 05   | 06   | 07   | 08 | 09 | 10 | 11 | 12 | 13 | 14 | 15 | 16 | 17 | 18 | 19 | 20 |
| ------- | ---- | -- | ---- | ---- | ---- | ---- | ---- | ---- | ---- | -- | -- | -- | -- | -- | -- | -- | -- | -- | -- | -- | -- | -- |
| Позиция | 1241 | -  | 1339 | 1545 | 1242 | 1102 | 1432 | 1205 | 1276 | -  | -  | -  | -  | -  | -  | -  | -  | -  | -  | -  | -  | -  |